# Albatros C.IV
O Albatros C.IV (designação de pós-guerra como L.12) foi um protótipo de avião de reconhecimento e caça, concebido pela Albatros-Flugzeugwerke, para uso da Força Aérea Alemã durante a Primeira Guerra Mundial. Foi desenvolvido em finais de 1915 (com a marcação C.850/15) e foi um único protótipo.

## Desenvolvimento
Em setembro de 1915, a Albatros-Flugzeugwerke começou a desenvolver o sucessor do Albatros C.III.Idfleig ordenou que a Albatros desenvolvesse uma aeronave classe C com o artilheiro/observador na frente e o piloto atrás, o mesmo arranjo dos batedores desarmados ou aeronaves de dois assentos do pré-guerra. Esta ordem foi emitida porque a Idflieg ainda não estava totalmente convencido de que o arranjo mais familiar, com o observador/artilheiro na traseira e o piloto na frente, seria um sucesso. Foi, por isso, criado um protótipo do mesmo, com a mesma fuselagem, e empenagem. O trem de aterragem, era do protótipo anterior falhado, o Albatros C.II; no entanto, a Albatros decidiu fazer pequenas alterações específicas, principalmente no desenho e aerodinâmica das asas e na disposição do cockpit.O cockpit, neste protótipo, encontrar-se-ia na abertura traseira de assento.
Este biplano, estava equipado com um motor Mercedes D.III, com uma potência de 160 hp.
Quando foi testado em 1916, os resultados esperados das mudanças não ocorreram, e o projeto foi abandonado em favor de um protótipo mais promissor, que se tornou o Albatros C.V.
Albatros também aproveitou a chance para experimentar com as asas e o C.IV usou asas de seção profunda com um arranjo de baia única e suportes entre asas que eram conectados por suportes diagonais. O seu compartimento único que dispensavam o reforço de incidência, foram construídas em escala para os tipos G II e G III que vieram depois.
Isso foi reduzido da asa então sendo projetada para os bombardeiros Albatros G.II e Albatros G.III.

## Serviço Pós-Guerra
Pelo menos dois Albatros C.IV (com marcação C.853/15), desarmados em uso como avião de correio na Mesopotâmia com marcações turcas e asas normais do tipo C.III foram utilizadas no pós-guerra. As aeronaves C.853-859/15 (exceto C.857/15) foram entregues ao corpo de aviação turco. Pelo menos duas aeronaves, C.851/15 e C.860/15, foram entregues a escolas de aviação alemãs para uso como aviões de instrução.